# Семёново (Удмуртия)
Семёново — деревня в Завьяловском районе Удмуртии, входит в Якшурское сельское поселение.
Находится в 15 км к северо-востоку от центра Ижевска на берегу реки Якшурки. У северной границы деревни проходит автодорога Ижевск-Воткинск. На юге граничит с деревней Якшур. До Ижевска ходит автобус 326.

## Население
| 2010 | 2012 |
| ---- | ---- |
| 342  | ↗363 |